# ناجی اردم
ناجی اردم (ترکی استانبولی: Naci Erdem; ۲۸ ژانویهٔ ۱۹۳۱ – ۲۸ مارس ۲۰۲۲) بازیکن فوتبال اهل ترکیه بود.
از باشگاه‌هایی که در آن بازی کرده‌است می‌توان به باشگاه فوتبال گالاتاسرای، باشگاه فوتبال فنرباغچه، و باشگاه فوتبال فاتح قره‌گمرک اشاره کرد.
وی همچنین در تیم ملی فوتبال ترکیه بازی کرده‌است.